# 파노라미오
파노라미오(Panoramio)는 위치정보태그 기반의 사진공유 커뮤니티 웹사이트이다.
현재, 여기에 올려진 사진들 중 일부분은 구글 어스 및 구글 맵스의 레이어(layer)의 하나로서 사람들이 접근할 수 있다. 매달 말일쯤에 새로운 사진이 여기에 추가된다. 이 웹사이트의 목적 중 하나는 구글 어스 사용자들로 하여금, 어떤 특정 지역과 관련된 사진 - 다른 사용자들이 찍은 사진 - 들을 보게 하는 것이다.
파노라미오는 한국어, 영어를 포함해, 여러 언어를 지원한다.

## 역사
파노라미오는 2005년 여름에 시작하였다. 파노라미오의 공동 창립자는 스페인 사업가 스페인어: Joaquín Cuenca Abela와 스페인어: Eduardo Manchón Aguilar였다. 파노라미오 웹사이트는 2005년 10월 3일에 공식적으로 출범하였다. 2007년 3월 19일에 이르러서는 사용자가 올린 사진 수가 100만 개를 넘어섰다. 3개 월 뒤, 2007년 6월 27일에는, 사용자가 올린 사진 수가 200만 개를 넘어섰다. 4개월 뒤 2007년 10월 25일에는 사진 수가 500만 개에 이르렀다.
2007년 5월 30일 구글이 파노라미오의 인수 계획을 발표하였다. 2007년 7월에 파노라미오는 구글에 인수되었다.

### 경쟁사
또한, Everytrail.com 나 Globalmotion.com 같은 사이트도 사진과 사진의 지오태그(geotag)를 올릴 수 있도록 하는 서비스를 하고 있다. Mapyro.com는 비디오와 지오태그(geotag) 여행 비디오를 올릴 수 있도록 하는 서비스를 사고 있다.

## 기능

### 조직화
파노라미오는 사용자들로 하여금 사진을 태그 (정보)(일종의 메타데이터)를 이용하여 조직화(organizing)할 수 있게 한다. 다른 검색자들은 어떤 특정 주제나 위치를 가지고 사진을 찾을 수 있다. 파노라미오는 태그 구름을 구현한 초창기 웹사이트 중 하나이다.

## 논란

### 스팸
2008년 5월, 파노라미오는 스팸 공격의 피해자가 되었다. 스팸 공격은 사진의 코멘트에 감사의 글을 남기거나, 공짜 벨소리, 공짜 휴가 등을 주제로 글을 남겼다.

## 폐쇄
2016년 11월 4일부터 파노라미오는 더 이상 운영하지 않겠다고 하였다

## 같이 보기
- 풍경사진